# Jean Giraudoux
Jean Hyppolyte Giraudoux (* 29. Oktober 1882 in Bellac, Département Haute-Vienne; † 31. Januar 1944 in Paris) war ein französischer Berufsdiplomat, Dramatiker und Schriftsteller. Als solcher war er vor allem für die Entwicklung des französischen Theaters der Zwischenkriegszeit sehr bedeutsam.

## Leben

### Bis zum Ende des Ersten Weltkriegs (1882–1919)
Giraudoux wuchs als Sohn eines einfachen Beamten in südwestfranzösischen Kleinstädten auf. Dank eines Begabten-Stipendiums konnte er das Gymnasium in Châteauroux besuchen, danach die Vorbereitungsklassen des renommierten Lycée Lakanal in Sceaux bei Paris (wo der bekannte Germanist Charles Andler sein Interesse für Deutschland weckte) und schließlich die Eliteschule für die Lehramtsfächer, die École normale supérieure, die er 1905 im Fach Deutsch als Bester seines Jahrgangs abschloss. Mit einem Stipendium schrieb er sich im Sommer 1905 an der Universität München ein. Er betätigte sich dort auch als Hauslehrer bei einer reichen französischen Familie und lernte unter anderem Frank Wedekind kennen. Giraudoux bereiste anschließend Serbien, Österreich-Ungarn (u. a. Triest) sowie Venedig. 1906 hielt er sich zu einem erneuten Sprachaufenthalt in Deutschland auf. Nachdem er die Zulassung als Gymnasialprofessor (agrégation) für das Fach Deutsch nicht erhalten hatte, ging er mit einem Stipendium vom September 1907 bis zum März 1908 als Französischlektor an die Harvard University in die USA.
Nach seiner Rückkehr gab er die ursprünglich geplante Gymnasialkarriere auf und lebte in Paris schlecht und recht von seiner Feder. Insbesondere schrieb er Erzählungen, die 1909 als Provinciales gesammelt erschienen und ihm erste Anerkennung brachten. 1910 wurde er wenig belasteter Privatsekretär des Zeitungsmagnaten Bruneau-Varilla und publizierte Erzählungen und Literaturkritiken in dessen Zeitung Le Matin. Nachdem er sich dank seiner Nähe zum Journalismus für Politik zu interessieren begonnen hatte, bewarb er sich 1911 für den diplomatischen Dienst und wurde in die Ausbildung aufgenommen. 1914 wurde er mit Ausbruch des Ersten Weltkriegs zur Armee eingezogen. Er nahm an der Marne-Schlacht und an der Schlacht von Gallipoli teil, wurde mehrfach verwundet und für Tapferkeit vor dem Feind ausgezeichnet. 1917 publizierte er sein Kriegstagebuch als Lettres pour une ombre (Briefe für/an einen Schatten). Die letzten Kriegsmonate verbrachte er als militärischer Ausbilder in Portugal, das rasch noch Deutschland den Krieg erklärt hatte und seine Armee modernisierte. Er heiratete 1918 und die darauf folgende Zwischenkriegszeit war seine schöpferischste Periode.

### Zwischenkriegszeit (1919–1940)

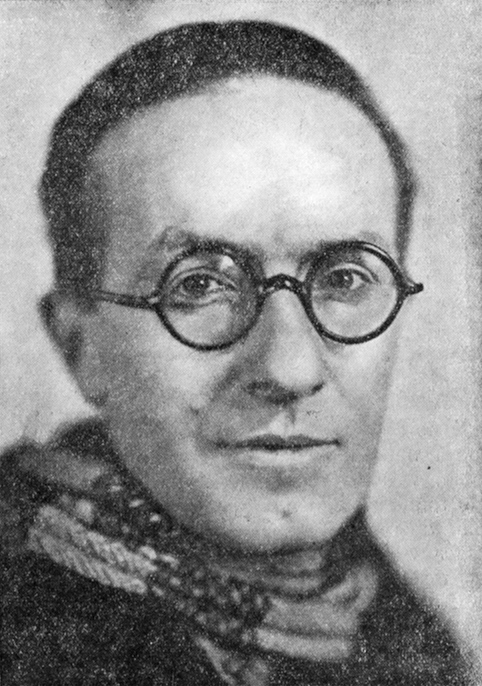
Jean Giraudoux, ca. 1927

Aus Portugal zurückgekehrt, beendete und publizierte Giraudoux seinen ersten Roman, Simon le pathétique. In den nächsten 20 Jahren führte er ein Doppelleben als Diplomat (wobei er aber meist am Pariser Quai d’Orsay, im Außenministerium, arbeiten konnte) und als Autor. Als solcher verfasste er zunächst überwiegend Romane, die aber nur mäßig erfolgreich waren und heute kaum mehr gelesen werden.
1928 verarbeitete er seinen in Deutschland spielenden Roman Siegfried et le Limousin von 1922 zu einem Stück, das als Siegfried von dem bekannten Regisseur Louis Jouvet inszeniert wurde und als ein Signal zur Versöhnung zwischen Deutschen und Franzosen großen Erfolg hatte. Jouvet animierte nun Giraudoux zu weiteren Stücken, die tatsächlich in Serie folgten: 1929 Amphitryon 38, ein heiteres Stück um die Zeugung des Herkules durch den als Amphitryon maskierten Jupiter; 1931 Judith; 1933 Intermezzo; 1935 La Guerre de Troie n'aura pas lieu (Der trojanische Krieg findet nicht statt), ein komödienhaft beginnendes, sich aber zunehmend verdüsterndes Stück, das die Kriegsängste vieler Franzosen angesichts der Hitlerschen Aufrüstung und der wachsenden Destabilisierung Europas verarbeitet (und das, nachdem es ursprünglich optimistisch enden sollte, pessimistisch ausgeht); 1937 Électre, ein Stück, in dem sich die politische Polarisierung Frankreichs nach dem Wahlsieg der Volksfront vom Sommer 1936 spiegelt (und in dem die unnachgiebige Électre die dogmatisch-kompromisslosen Kommunisten inkarniert, die – wie der Autor befürchtet – weiter Obstruktion betreiben, auch wenn das Vaterland von außen angegriffen wird); 1939 Ondine, ein märchenhaftes, trauriges Stück, das die Ängste vieler Franzosen kurz vor Ausbruch des Zweiten Weltkriegs zu reflektieren scheint und – wie viele seiner Werke – die tragische Verquickung von Nähe und Distanz im Verhältnis zwischen Frankreich und Deutschland verdeckt zum Thema nimmt.
Angesichts des drohenden Krieges veröffentlichte Giraudoux einen politischen Essay, eine Sammlung von Artikeln und Vorträgen unter dem Titel Pleins pouvoirs, in dem er sich vor allem auf das Vorbild der USA bezog. Im Kapitel «La France peuplée» (Das bevölkerungsreiche Frankreich) forderte er für Frankreich die Übernahme einer Einwanderungspolitik nach amerikanischem Vorbild, um mit Hilfe der Einwanderer die Bevölkerung Frankreichs moralisch und kulturell weiterzuentwickeln. Ihm schwebte dabei eine Einwanderung aus Skandinavien vor, während z. B. arabische Immigranten auf Grund ihrer kulturellen und charakterlichen Eigenschaften ausgeschlossen werden sollten.

### Zweiter Weltkrieg und Tod (1940–1944)
Nach Kriegsbeginn wurde Giraudoux von der Regierung Daladier zum Commissaire général à l'Information ernannt, einer Art Propaganda-Minister. Unter seinen Mitarbeitern waren auch der Germanist Robert Minder und die deutschen Exilanten Alfred Döblin und Ernst Erich Noth. Vor den heranrückenden deutschen Truppen flüchtete Giraudoux mit der Regierung nach Bordeaux. Mit Amtsantritt der Regierung Reynaud wurde er von seinem Amt abgelöst und zog sich zu seiner Mutter nach Vichy zurück. Nachdem er im Herbst 1940 von der Regierung Pétain noch zum Direktor der Monuments historiques ernannt worden war, trat er im Januar 1941 in den Ruhestand und begann unter dem Eindruck der französischen Niederlage zwei Schriften zu verfassen, die erst nach seinem Tod in Monaco erschienen: Armistice à Bordeaux (1945) und Sans Pouvoirs (1946). In der relativen Normalität, die von Herbst 1940 bis etwa Ende 1943 trotz der deutschen Besatzung in Frankreich herrschte, publizierte er eine Sammlung von Vorträgen und Essais und schrieb weitere Stücke: Sodome et Gomorrhe, L'Apollon de Bellac, La Folle de Chaillot (Die Irre von Chaillot) und Pour Lucrèce (Für Lukrezia). Letzteres wurde 1943 sogar aufgeführt, während La Folle de Chaillot, eine bitter-melancholische Satire auf das Treiben der Spekulanten und Geschäftemacher im besetzten Paris, erst postum 1945 auf die Bühne kam. Als Directeur littéraire der Filmproduktionsfirma Gaumont war Giraudoux an Bearbeitungen literarischer Filmvorlagen beteiligt, z. B. La Duchesse de Langeais von Balzac für den gleichnamigen Film von Jacques de Baroncelli oder Engel der Sünde von Robert Bresson.

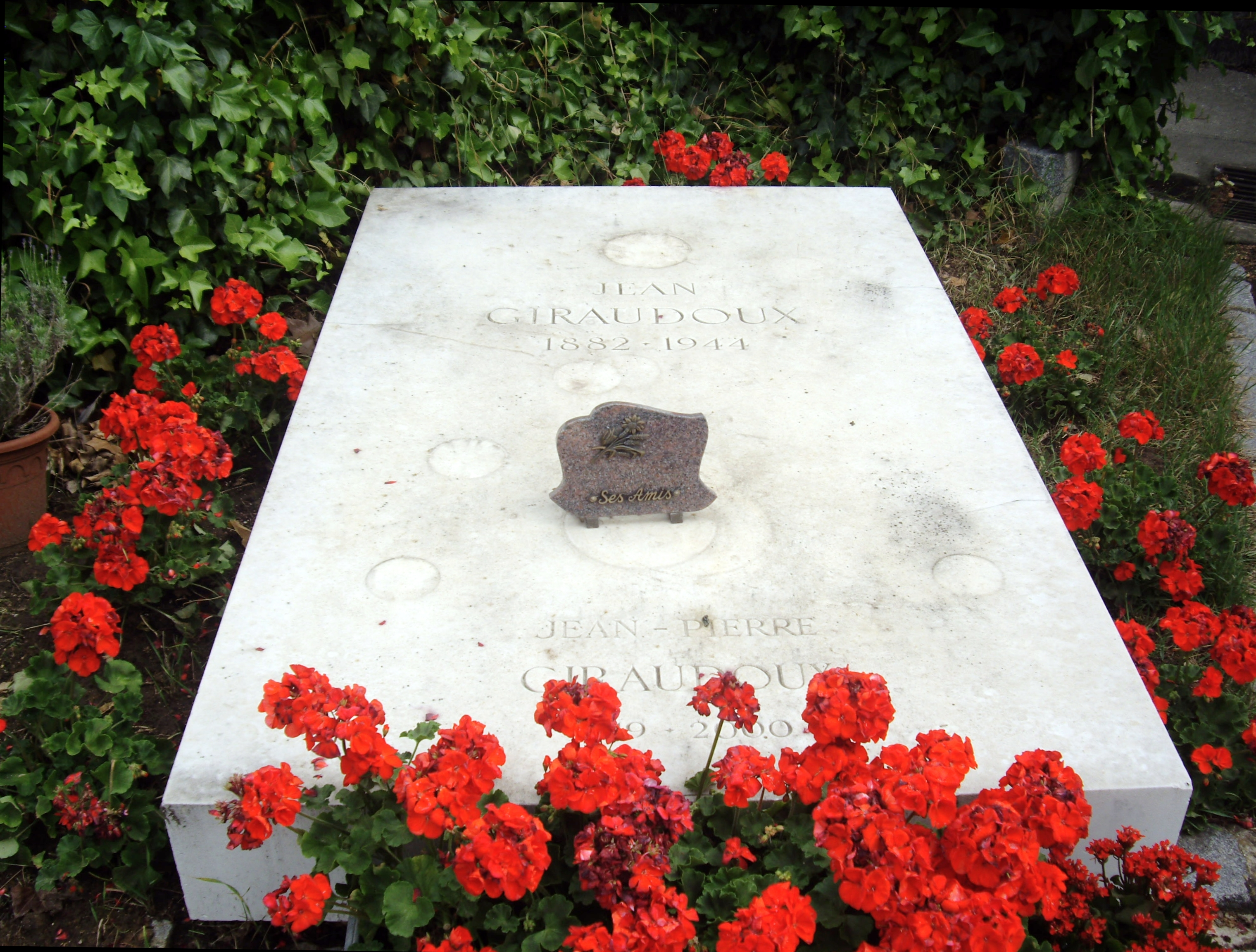
Grab auf dem Pariser Friedhof Cimetière de Passy

Die Lebensumstände im besetzten Frankreich waren für den ehemaligen Informationsminister der Regierung Daladier schwierig und sein Verhalten oft widersprüchlich:
- Seine langjährige Begeisterung für die deutsche Kultur[8] hatte in den 1930er Jahren schon stark nachgelassen und seine Ondine (1939) bedeutete schließlich seinen endgültigen Abschied von der Vorstellung einer «âme franco-allemande» (deutsch-französischen Seele)[9].
- In Armistice à Bordeaux (Waffenstillstand in Bordeaux) widersprach er Satz für Satz der zweiten Ansprache des neuen Staatschefs Philippe Pétain und lehnte die darin geforderte nationale Sühne ab.[10]
- Er lehnte den Posten als französischer Botschafter in Athen ab, den ihm das Vichy-Regime nach dem Waffenstillstand, angeboten hatte, unterhielt aber weiterhin persönliche Beziehungen zu mehreren Mitgliedern der neuen Regierung[11].
- Sein Sohn Jean-Pierre flüchtete im Juli 1940 nach London und diente in der Freien Französischen Marine (FNFL)[12].
- Gerhard Heller berichtete 1981 von einem Treffen mit Giraudoux im Juli 1941 „Ich war damals recht erstaunt zu hören, er betrachte eine Annäherung an Deutschland als wünschenswert, während er sich über Großbritannien und die USA sehr kritisch äußern müsse“, aber auch „Tatsächlich verlor Giraudoux recht schnell das Vertrauen in die guten Absichten Marschall Pétains“ und „wie ich später erfuhr, hatte er schon früh Informationen über die Geheimaktivitäten französischer Intellektueller nach London geliefert.“[13].

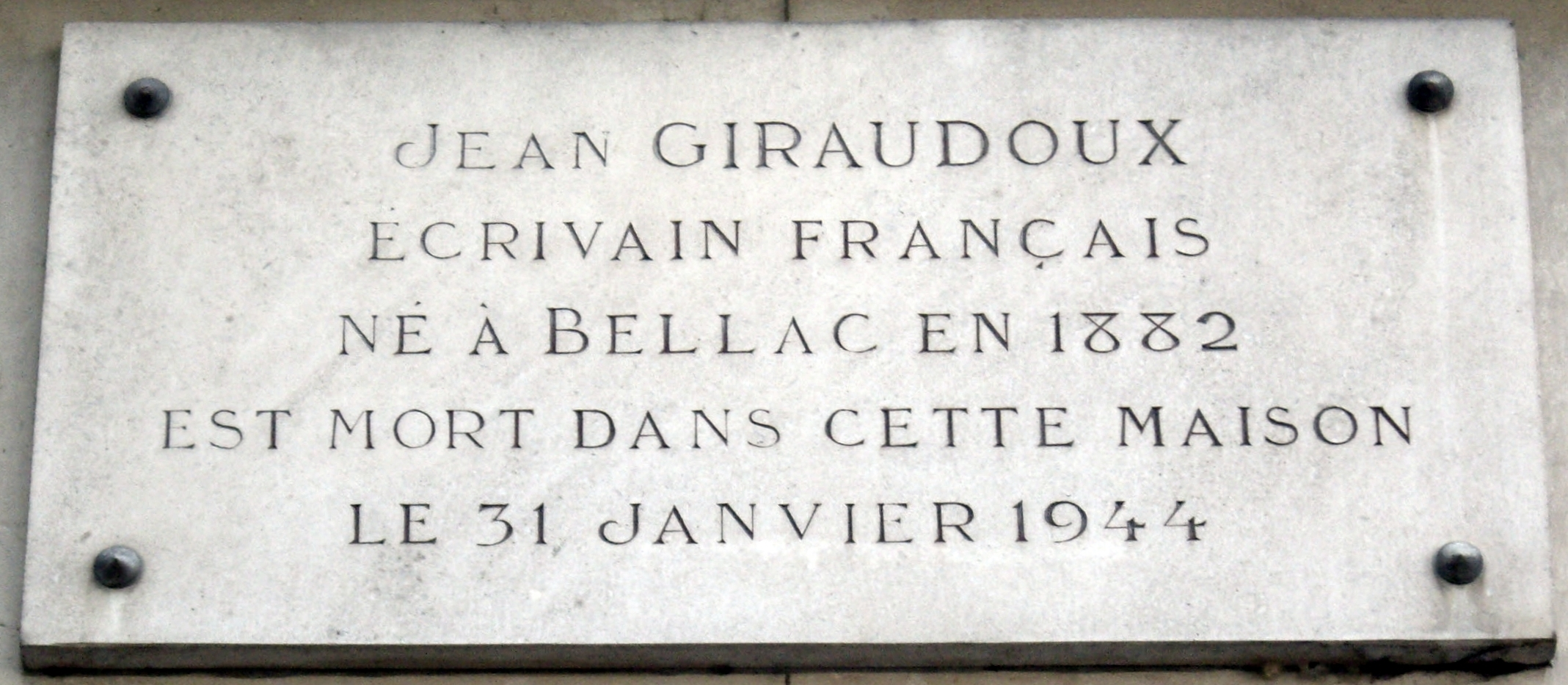
Erinnerungstafel am Sterbehaus 89, Quai d’Orsay in Paris

- Nach Paris zurückgekehrt, betonte Giraudoux gegenüber Heller 1942 „die Unmöglichkeit einer echten Begegnung beider Kulturen, solange der Krieg andauert“[14].
- Im gleichen Jahr wurde ihm in dem antisemitischen Wochenblatt Au pilori (Am Pranger) vorgeworfen, während seiner Zeit als Commissaire général à l'information zu viele Juden beschäftigt zu haben und ihnen damit bei „ihrem“ Krieg geholfen zu haben,[15]
- Das Angebot, Frankreich zu verlassen, lehnte Giraudoux mit der Begründung ab, dass in Frankreich „mit Deutschland ein Kampf um Einfluss geführt“ werden müsse[16].

Ob Giraudoux allerdings aktiv am Widerstand der Résistance gegen die deutsche Besatzungsmacht teilnahm, bleibt umstritten. Am 31. Januar 1944 starb der Schriftsteller, nach offiziellen Angaben an einer Lebensmittelvergiftung, wahrscheinlich aber an einer Pankreatitis. Wenige Tage nach seiner Beerdigung kam in Pariser Literatenkreisen das Gerücht auf, dass Giraudoux von der Gestapo vergiftet worden sei, das dann nach dem Abzug der deutschen Truppen am 20. September 1944 in einem Artikel in der neu aufgelegten kommunistischen Tageszeitung Ce Soir von Louis Aragon aufgegriffen wurde.

## Werk
Während Jean Giraudoux mit seinem Romanwerk auch zu seinen Lebzeiten nur mäßige Geltung erlangt hat, war sein Theater zwei bis drei Jahrzehnte lang äußerst erfolgreich. Giraudoux hat wie andere französische Dramatiker der 1930er und 1940er Jahre (z. B. Jean Cocteau, Jean-Paul Sartre, Albert Camus) häufig antike Mythen aufgegriffen und sie in zeitgenössischer Geisteshaltung neu geschrieben. Er verstand es, Tragisches und Leichtes zu verbinden und in eleganter und geistreicher, manchmal sogar poetischer Sprache wie in Intermezzo oder Ondine auf die Bühne zu bringen. Es war vor allem diese Sprachkunst, die in einer unverwechselbaren Mischung aus Witz und Tiefsinn, Banalität und Poesie gewirkt und spätere Dramatiker, z. B. Jean Anouilh, stark beeinflusst hat.
Im März 2008 erschien auf Deutsch erstmals das letzte noch von Giraudoux vollendete Manuskript, poetisch-lakonische Erinnerungen unter dem Titel Doppelmemoiren.

### Erzählungen
- Provinciales, 1909.
- L'École des indifférents, 1911.
- Lectures pour une ombre, 1917.
- Simon le Pathétique, 1918.
- Amica America, 1918.
- L'Adieu à la guerre, 1919.
- Elpénor, 1919.
- Adorable Clio, 1920.
- Suzanne et le Pacifique, 1921.
- Siegfried et le Limousin, 1922.
- Juliette au pays des hommes, 1924. dt. Übersetzung von Otto F. Best: Juliette im Lande der Männer, 1963.
- Hélène et Touglas ou les joies de Paris, 1925, Au Sans Pareil
- Bella, 1926.
- Églantine, 1927.
- Aventures de Jérôme Bardini, 1930.
- La France sentimentale, 1932.
- Combat avec l'ange, 1934.
- Choix des élues, 1939.
- La Menteuse, publié à titre posthume en 1958.

### Theaterstücke
- Siegfried, 1928.
- Amphitryon 38, 1929.
- Judith, 1931.
- Intermezzo, 1933.
- Tessa, la nymphe au cœur fidèle, 1934.
- La guerre de Troie n'aura pas lieu, 1935.
- Supplément au voyage de Cook, 1935.
- L'Impromptu de Paris, 1937.
- Électre, 1937.
- Cantique des cantiques, 1938.
- Ondine, 1939.
- L'Apollon de Bellac, 1942.
- Sodome et Gomorrhe, 1943.
- La Folle de Chaillot, 1945.
- Pour Lucrèce, 1953.
- Les Gracques, 1958.
- Les Siamoises, 1982.

## Nachweise
1. ↑  Hervé Duchêne: Jean Giraudoux – Électre. Éditions Bréal, Paris 1998, ISBN 2-84291-019-2, S. 13.
2. ↑  Rezensiert von Tucholsky, Siegfried oder der geleimte Mann, In: Kurt Tucholsky: Gesammelte Werke in zehn Bänden. Reinbek bei Hamburg 1975, Bd. 6, S. 134–137.
3. ↑  Jean Giraudoux, Pleins pouvoirs, Gallimard, Paris 1939. S. 36, 76 und 160. S. dazu auch Jacques Body:  Jean Giraudoux, la légende et le secret. Presse universitaire de france, Paris 1986. ISBN 2-13-039478-7, S. 36 und Ralph Schor:  Français et immigrés en temps de crise (1930-1980). L'Harmattan, Paris 2004. ISBN 2-7475-6798-2, S. 83.
4. ↑  Die genannten und weitere Passagen sowie einzelne Aussagen der Figur des Holopherne in seinem Schauspiel Judith (1931) haben in Frankreich seit Beginn der 1990er Jahre wiederholt zum Vorwurf des Rassismus und auch des Antisemitismus geführt. Die entsprechenden Textpassagen sowie die öffentliche Diskussion dazu sind im Artikel Jean Giraudoux der französischen Wikipedia ausführlich dokumentiert (zuletzt geprüft am 17. Januar 2011).
5. ↑  Albrecht Betz: Giraudoux, Minder und die Emigranten. Propaganda während der „Drole-de-guerre“ 1939/40. In: Albrecht Betz/Richard Faber (Hg.): Kultur, Literatur und Wissenschaft in Deutschland und Frankreich. Zum 100. Geburtstag von Robert Minder. Königshausen & Neumann, Würzburg 2004, ISBN 3-8260-2925-9, S. 207–216.
6. ↑  Jacques Body:  Jean Giraudoux, la légende et le secret. Presse universitaire de france, Paris 1986, S. 153.
7. ↑  Denis Rolland, Louis Jouvet et le théâtre de l'Athénée Promeneurs de rêves en guerre de la France au Brésil. L'Harmattan, Paris 2000. ISBN 2-7384-9492-7, S. 127–131.
8. ↑  Cahiers Jean Giraudoux, Société des Amis de Jean Giraudoux, B. Grasset, Paris 1972. S. 109
9. ↑  Jacques Body: Giraudoux et l'Allemagne. Didier, Paris 1975. S. 405
10. ↑  Guillaume Zorgbibe: Littérature et politique en France au XXe siècle. Èditions Ellipses, Paris 2004. ISBN 2-7298-1839-1, S. 108.
11. ↑  Denis Rolland: Louis Jouvet et le théâtre de l'Athénée Promeneurs de rêves en guerre de la France au Brésil, S. 128
12. ↑  Pierre Viansson-Ponté: Les gaullistes, rituel et annuaire. Le Seuil, Paris 1963. S. 128 und Biographie Jean-Pierre Giraudoux auf der Homepage der französischen Nationalversammlung. Unter dem Pseudonym «Montaigne» diente Jean-Pierre Giraudoux im Pazifik an Bord des Schnellboots Chevreuil (André Bouchi-Lamontagne: Historique des Forces navales françaises libres. Service historique de la Défense, Château de Vincennes 2006, ISBN 2-11-096321-2. Bd. 5, S. 434)
13. ↑  Gerhard Heller: In einem besetzten Land. NS-Kulturpolitik in Frankreich. Erinnerungen 1940-1944. Kiepenheuer & Witsch, Köln 1982, ISBN 3-462-01521-4. S. 172.
14. ↑  Gerhard Heller: In einem besetzten Land. NS-Kulturpolitik in Frankreich. Erinnerungen 1940-1944. Kiepenheuer & Witsch, Köln 1982, S. 173.
15. ↑  Jean Théroigne, «Giraudoux parafumier», Au pilori n° 104 9. Juli 1942 (zitiert nach Gisèle Sapiro): «Antisémitisme et antiféminisme dans le champ intellectuel». In: Temps, espaces, langages – La Hongrie à la croisée des disciplines (Cahiers d'Études Hongroises 14), L'Harmattan, Paris 2008, ISBN 978-2-296-05566-7. Bd. 2, S. 55.
16. ↑  André Beucler: Les instants de Giraudoux et autres souvenirs. Éditions Milieu du monde, Genève (Genf) 1948, S. 171 und Jacques Body:  Jean Giraudoux, la légende et le secret. Presse universitaire de france, Paris 198, S. 713
17. ↑  Der in der Résistance aktive Schriftsteller Jean Blanzat bestätigte, dass Giraudoux bei ihrem letzten Treffen im Dezember 1943 auf Seiten der Résistance gestanden habe (Cahiers Jean Giraudoux, Société des Amis de Jean Giraudoux, Bernard Grasset, Paris 1992. Bd. 21–22, S. 36). Agnès G. Raymond schreibt dazu: «autant que nous sachions, Giraudoux ne se comptait pas parmi les écrivains de la Résistance, et pourtant il partageait leurs sympathies» (sinngemäß: soweit wir wissen, zählte Giraudoux sich nicht zu den Schriftstellern der Résistance und dennoch teilte er deren Vorstellungen) (in: Giraudoux devant la victoire et la défaite: une interprétation politique de sa pensée après les deux guerres. A.-G. Nizet, Paris 1963, S. 134)
18. ↑  Chronologie Denoël, 1944.
19. ↑  Jean Giraudoux: Doppelmemoiren. Berenberg, Berlin 2008, ISBN 978-3-937834-25-2. Dazu auch: Deutschlandradio Kultur: „Erinnerungen eines Luftgeistes“, 6. März 2008

| Personendaten    | Personendaten                                   |
| ---------------- | ----------------------------------------------- |
| NAME             | Giraudoux, Jean                                 |
| ALTERNATIVNAMEN  | Giraudoux, Jean Hyppolyte (vollständiger Name)  |
| KURZBESCHREIBUNG | französischer Berufsdiplomat und Schriftsteller |
| GEBURTSDATUM     | 29. Oktober 1882                                |
| GEBURTSORT       | Bellac                                          |
| STERBEDATUM      | 31. Januar 1944                                 |
| STERBEORT        | Paris                                           |